# 恵庭鉱山

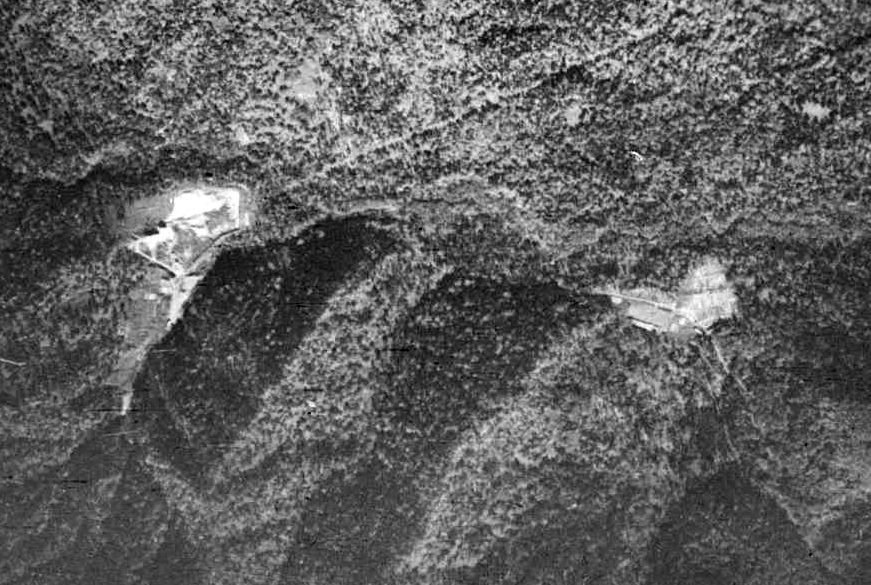
恵庭鉱山 (1944年、閉山1年後)

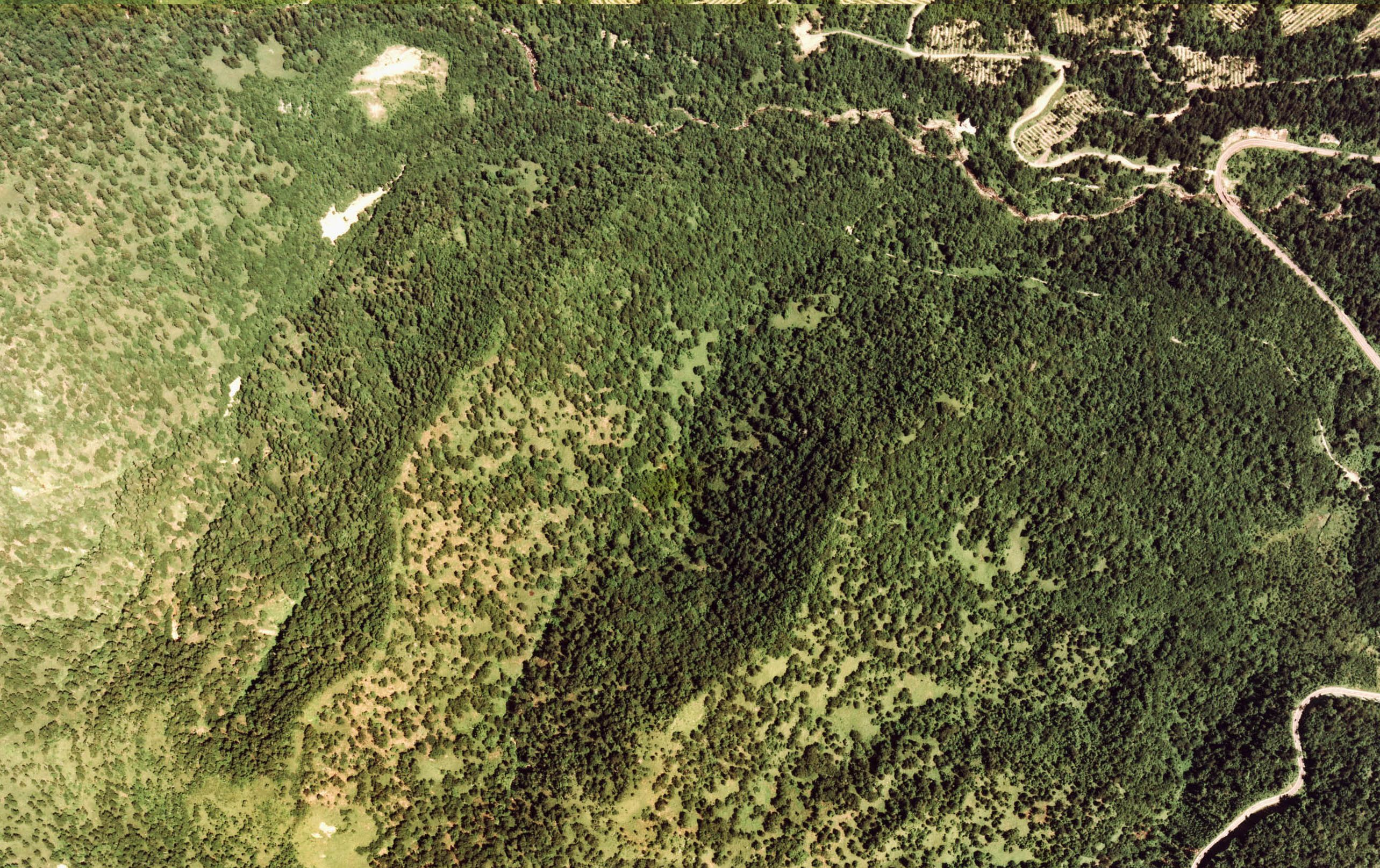
恵庭鉱山 (1977年、閉山34年後)

恵庭鉱山（えにわこうざん）は北海道恵庭市の漁川上流部にあった金鉱山。1932年に試掘開始、1939年から本格操業を始め、4年後の1943年に金鉱山整備令により閉山となった。金及び銀を産出し、累計の採掘量は金〜700kg、銀〜3,500kg。

## 歴史
1930年に発見の記録があるが、発見者・発見の経緯ともに記載が無く不明。しかし1932年に皆川愛次郎他一名により試掘権登録がなされているので発見はそれ以前である。
1934年に皆川と日本鉱業の共同経営となり探鉱が継続された。1936年には採掘権登録がなされ金20kg分の鉱石が産出されている。この時点では掘り出したままの鉱石を出荷するのみであったが、1939年5月に処理能力2,000t/月の青化製錬所が完成し本格的な操業が開始された。鉱石から製錬された金属は日本鉱業の日立製錬所に送られて純金・純銀に精錬された。鉱山の開発にともない人家の無かった山中に鉱山街が形成され、従業員数も1939年に322名、1940年には548名と増加していた。しかし第二次世界大戦開戦直前のこの時期、日本は軍需物資の輸入決済用に金を必要としており国策として産金を奨励する制度を整えると共に金産出量の増加を要求していた。このため恵庭鉱山では他の金鉱山と同様に朝鮮人労働者や一般市民から募った勤労報国隊を労働力として投入し、この増産に対応した。
しかし対英米開戦により欧米からの輸入が途絶えると金は不要となり、銅・鉄・石炭などを自給する必要に迫られた。国は政策を一転し、1943年の金鉱山整備令により金鉱山を強制的に閉鎖し人員・資材を他の鉱物資源増産に振り向けた。これにより恵庭鉱山は本格操業開始後わずか4年で閉山した。そして日本鉱業は1943年4月に鉱業権・施設をすべて戦時国策会社である帝国鉱業開発株式会社に補償金230万円で譲り渡した。
戦後、鉱業権は帝国鉱業開発から油谷鉱業、東北産鉱、合同資源産業と譲り渡され、1992年に野田玉川鉱発株式会社が取得している。この間に幾度か鉱床の探鉱がおこなわれているが再操業には至らず、記録上は休山中となっている。
恵庭鉱山では鉱毒による水産資源被害の記録は無い。また探鉱から閉山までの期間における死亡者(病死者含む)は4名のみであった。

## 採掘・製錬
坑道の深さ、総延長などの記録は不明である。しかし「地下120mの坑道は浸水がひどい」という勤労報国隊隊長の発言があり、その規模を知ることができる。
| 年   | 鉱石   | 金品位 | 金    | 銀品位 | 銀    |
| ---- | ------ | ------ | ----- | ------ | ----- |
| 単位 | [t]    | [g/t]  | [kg]  | [g/t]  | [kg]  |
| 1939 | 19,218 | 7.1    | 164.9 | 45.0   | 454   |
| 1940 | 28,688 | 6.5    | 184.4 | 48.7   | 1,086 |
| 1941 | 27,150 | 6.2    | 159.6 | 40.7   | 807   |
| 1942 | 25,461 | 9.2    | 237.1 | 66.2   | 1,147 |

青化精錬所では、金・銀がシアン化カリウム・シアン化ナトリウムなどとシアノ錯塩を形成し水に溶けるようになることを利用して岩石と分離していた(湿式製錬)。このためには最初にクラッシャーとよばれる粉砕機で鉱石を粉末化する必要がある。恵庭鉱山の精錬所では山の斜面にクラッシャーを8段にわたって設置していた。トロッコ軌道で鉱石を最上段まで運び上げて投入し、下まで落とす間に順次細かく破砕していた。鉱石の粉末をシアン化物水溶液と反応させ、岩石分を濾過した水溶液を乾燥させて残った澱物(金・銀・その他金属を含有)を出荷していた。当初は鉱石のまま北の札幌市南区石山経由で秋田県の小坂製錬所に送っていたが、日本鉱業参入後は南の支笏湖を船で渡り茨城県の日立製錬所に送るルートに変更された。
各年毎の鉱石採掘量、金・銀品位(含有量)、金・銀産出量を表に示す。上記のように恵庭鉱山では鉱石からの中間精製までしかおこなっていなかったため、金・銀の産出量は推定値となり資料により差異がある。ここでは金産出量は「日本鉱業50年史」、銀産出量・鉱石採掘量・品位は「北海道の金属鉱業」による値を示す。

## 鉱山街
鉱山の所在地は市街地から20km以上も離れた山中であったため、生活に必要な各種施設が日本鉱業により建設・運営されていた。鉱山街には従業員社宅(5戸建て約40棟)・役員住宅・独身寮・飯場の他に浴場(2ヶ所)・集会場・購買所・床屋・診療所があり、郵便局・巡査派出所・小学校・火葬場などの公共施設も会社が建設し寄付されていた。水は近くの漁川支流クチャンナイ川を水源とした簡易水道が設けられていた。
恵庭鉱山小学校は鉱山の操業と同じく1939年に児童数56名で開校し、1943年に閉校した。1941年には高等科も併置され、初等科74名・高等科10名となっていた。
しかし飲食店などの店は無く、生活物資は会社の配給所より供給されたが不足しがちであった。また文化・娯楽施設も不備で、不満の声があった。

## 遺構

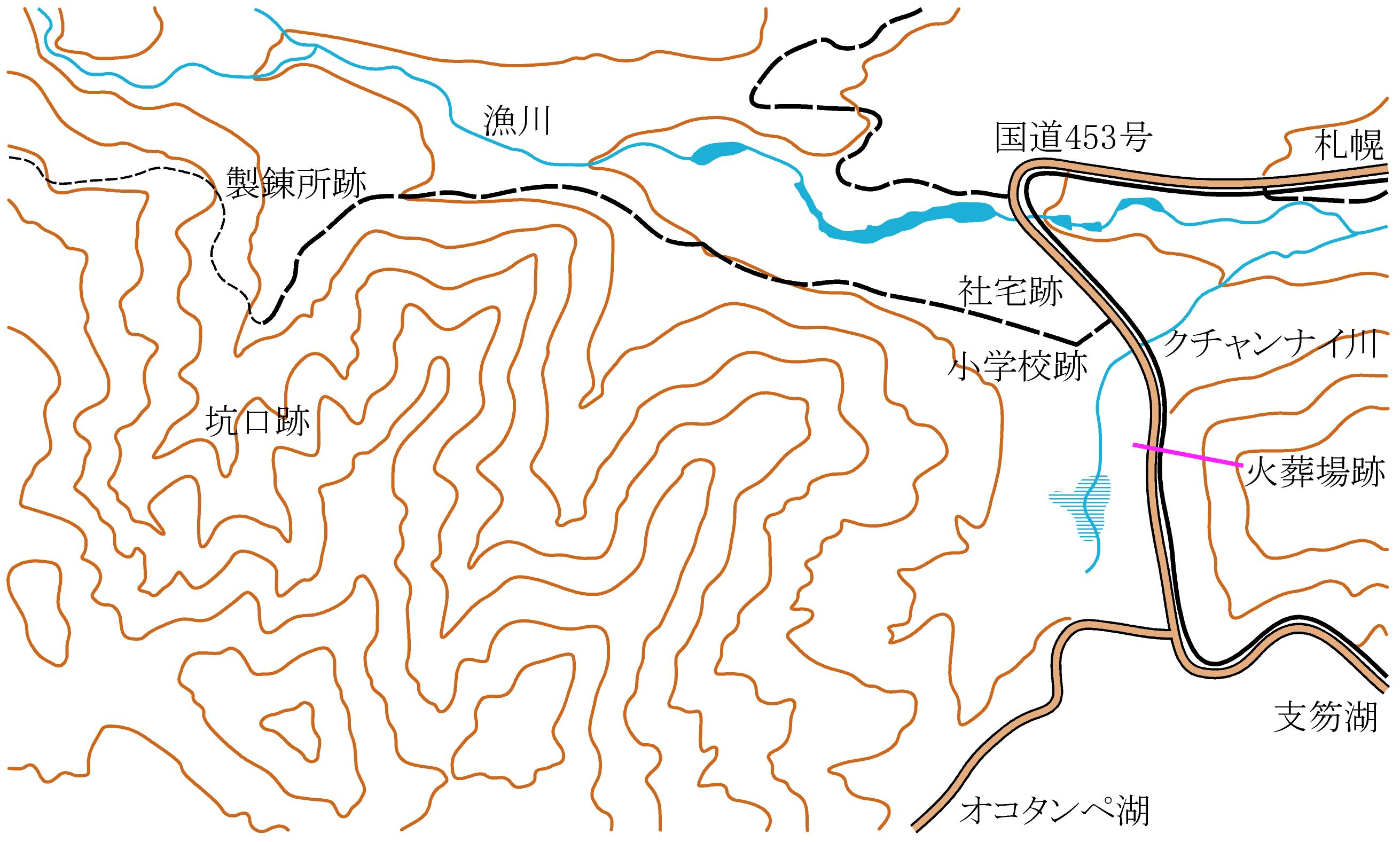

恵庭鉱山は恵庭駅から西南西に27km、恵庭岳の西北西3kmの漁川上流部右岸、現在の国道453号からほど近い山中に位置していた。国道が漁川を渡る奥漁橋から支笏湖方向に300m地点で上流方向に漁岳林道が分岐する。
分岐から200m付近の林道南側が小学校跡地であり、北側の平坦地一帯が従業員社宅の建ち並ぶ鉱山街であった。閉山から半世紀以上が経ち、小学校の校庭や社宅跡には大きな木が育ち建屋も残っておらず元の山林に戻っている。林道に面して小学校の石段があるが笹に埋もれ見つけにくい。唯一、街外れ(クチャンナイ川と現国道の間)に建てられたレンガ造りの火葬場のみが残っており、窯であることをはっきりと確認できる。
製錬所跡は鉱山街よりさらに1.5kmほど奥、林道終点手前西側の斜面にある。クラッシャーを設置した施設のコンクリート基礎と石垣が山の斜面に8段にわたって残っていることを確認できる。コンクリートの天井には雨水によって溶け出した石灰分が小さな鍾乳石のように垂れ下がっている。周辺には積み上げた坑木が苔むして木が生えていたり、木箱の残骸があったりと活動の痕跡が散在している。
坑口跡は試掘坑を含めて何ヶ所か痕跡があり、周囲に残土を積み上げたズリ山があるのでそれと判る。林道終点から南南西の道の無い沢を500mほど登った西側斜面にある大きな坑口跡は、鉱脈に沿った露頭掘りで幅1m弱の縦穴が横木に支えられて残っている。

## 光竜鉱山
恵庭鉱山から北東に4km、えにわ湖で漁川と分かれるラルマナイ川の支流である金山沢にあった金鉱山。国道453号からも近い。
恵庭鉱山よりも30年ほど前の1899年に発見され、1935年に藤田組藤田鉱業所によって操業が開始された。品位(含有量)は金21g/t、銀280g/tと恵庭鉱山よりも多く、国の産金奨励策により従業員数も1939年41名、1940年83名、1941年102名と増え、1942年には小学校も開校された。しかし1943年に政策が一転し金鉱山整備令により閉山となり、鉱業権を戦時国策会社である帝国鉱業開発株式会社に移管した。戦後、1948年に東北産鉱が採掘を再開し、1949年には油谷鉱業に譲渡され従業員数24名で小規模に操業をおこなった。油谷鉱業は同時期に恵庭鉱山の鉱業権も取得しているが、探鉱成績の良かった光竜鉱山の操業を再開した
。以後、合同資源産業を経て野田玉川鉱発株式会社が操業を続け、1998年には従業員数11名で年間3,000tの鉱石を採掘し苫小牧経由で大分県にある日鉱金属の佐賀関製錬所に送っていた。この間、恵庭・光竜の両鉱山で継続的に探査・探鉱がおこなわれたが操業されたのは光竜鉱山だけである。2006年に閉山し、これにより国内の金鉱山は菱刈鉱山のみとなった。
光竜鉱山小学校は1942年に恵庭鉱山小学校から分かれて1クラスで開校、翌1943年に閉山とともに閉校した。